# Гоному (Гаваї)
Гоному (англ. Honomu) — переписна місцевість (CDP) в США, в окрузі Гаваї штату Гаваї. Населення — 452 особи (2020).

## Географія
Гоному розташований за координатами 19°52′12″ пн. ш. 155°6′36″ зх. д. / 19.87000° пн. ш. 155.11000° зх. д. (19.870100, -155.109930).  За даними Бюро перепису населення США в 2010 році переписна місцевість мала площу 1,28 км², з яких 1,21 км² — суходіл та 0,07 км² — водойми.

### Клімат
Громада знаходиться у зоні, котра характеризується морським кліматом.
| Клімат Гоному        | Клімат Гоному | Клімат Гоному | Клімат Гоному | Клімат Гоному | Клімат Гоному | Клімат Гоному | Клімат Гоному | Клімат Гоному | Клімат Гоному | Клімат Гоному | Клімат Гоному | Клімат Гоному | Клімат Гоному |
| Показник             | Січ.          | Лют.          | Бер.          | Квіт.         | Трав.         | Черв.         | Лип.          | Серп.         | Вер.          | Жовт.         | Лист.         | Груд.         | Рік           |
| Норма опадів, мм     | 238.8         | 287           | 383.5         | 317.5         | 276.9         | 228.6         | 269.2         | 332.7         | 325.1         | 317.5         | 403.9         | 350.5         | 3733.8        |
| Днів з опадами       | 18            | 19            | 23            | 24            | 27            | 25            | 26            | 26            | 23            | 23            | 22            | 23            | 279           |
| -------------------- | ------------- | ------------- | ------------- | ------------- | ------------- | ------------- | ------------- | ------------- | ------------- | ------------- | ------------- | ------------- | ------------- |
| Джерело: Weatherbase |               |               |               |               |               |               |               |               |               |               |               |               |               |

## Демографія
Згідно з переписом 2010 року, у переписній місцевості мешкало 509 осіб у 198 домогосподарствах у складі 125 родин. Густота населення становила 397 осіб/км².  Було 213 помешкання (166/км²).
Расовий склад населення:
| - 31,0 % — білих - 27,9 % — азіатів - 8,3 % — вихідців з тихоокеанських островів - 0,4 % — чорних або афроамериканців |

До двох чи більше рас належало 31,6 %. Частка іспаномовних становила 12,4 % від усіх жителів.
За віковим діапазоном населення розподілялося таким чином: 19,1 % — особи молодші 18 років, 62,2 % — особи у віці 18—64 років, 18,7 % — особи у віці 65 років та старші. Медіана віку мешканця становила 45,1 року. На 100 осіб жіночої статі у переписній місцевості припадало 101,2 чоловіків;  на 100 жінок у віці від 18 років та старших — 96,2 чоловіків також старших 18 років.
Середній дохід на одне домашнє господарство  становив 56 060 доларів США (медіана — 42 917), а середній дохід на одну сім'ю — 65 263 долари (медіана — 55 556). За межею бідності перебувало 19,2 % осіб, у тому числі 4,5 % дітей у віці до 18 років та 15,6 % осіб у віці 65 років та старших.
Цивільне працевлаштоване населення становило 182 особи. Основні галузі зайнятості: освіта, охорона здоров'я та соціальна допомога — 33,0 %, науковці, спеціалісти, менеджери — 14,8 %, будівництво — 11,5 %, інформація — 8,8 %.